# Ophthalmolejeunea brunnea
Ophthalmolejeunea brunnea là một loài Rêu trong họ Lejeuneaceae. Loài này được (Mizut.) R.M. Schust. mô tả khoa học đầu tiên năm 1992.